# Dia de l'Arxiver Cubà
El Dia de l'Arxiver Cubà (originalment en castellà "Día del Archivero Cubano") se celebra cada 3 de novembre en homenatge a Joaquín Llaverías Martínez, qui va ser nomenat oficialment Director de l'Arxiu Nacional de Cuba l'any 1922 (càrrec que ocupà 58 anys), el qual va destacar com a militar en la contesa de la Guerra del 1895, on va assolir els graus de capità de l'"exèrcit llibertador", i se'l considera també el precursor de la professió arxivera a Cuba pel seu treball en la garantia i difusió del Patrimoni Documental de la Nació cubana. Joaquín va entendre que la documentació d'arxiu era un instrument vital per a la presa de decisions en la resolució de les activitats administratives i també la via per comprendre els processos de transformació social i d'altra índole, que permetria consolidar la identitat nacional i desmentir les nombroses campanyes en contra de Cuba. La data fou instituïda pel Decreto Ley No. 265 “Del Sistema Nacional de Archivos” i s'organitzen diverses activitats arreu de Cuba que promouen les accions del Programa Nacional per la Preservació de la Memòria Històrica, un instrument que es considera vital des de l'any 2006 per tal de conservar el patrimoni cultural cubà.